# یواس‌ان‌اس رینکان (تی-ای‌اوجی-۷۷)
یواس‌ان‌اس رینکان (تی-ای‌اوجی-۷۷) (به انگلیسی: USNS Rincon (T-AOG-77)) یک کشتی بود که طول آن ۳۲۵ فوت (۹۹ متر) بود. این کشتی در سال ۱۹۴۵ ساخته شد.